# Папірус Вільбура
Папірус Вільбура — папірус, придбаний Нью-Йоркським журналістом Чарлзом Вільбуром, коли він відвідував острів Елефантина біля Асуана 1893 року. Там він купив сімнадцять папірусів у місцевого фермера. Він не розумів важливості свого придбання, тому, коли він помер у готелі в Парижі, його речі, в тому числі й папіруси (Бруклінський папірус та Елефантинський папірус), залишились у готелі й не повертались до родини упродовж півстоліття. На прохання його вдови папіруси було передано до Бруклінського музею.

## Історія
Папірус датований четвертим роком правління Рамсеса V. Текст написаний ієратичним письмом та є каталогом управлінських текстів Стародавнього Єгипту, що містить відомості про запаси та витрати на землях Середнього Єгипту, починаючи від Крокодилополя на півдні до сучасного міста Мінья.